# جرذ الأرز الأنديزي
جرذ الأرز الأنديزي (الاسم العلمي: Oryzomys talamancae) (بالإنجليزية: Transandean Oryzomys)‏ هو نوع من الحيوانات يتبع جنس جرذ الأرز من الفصيلة القدادية.